# داغ جئیر
داغ جئیر (به لاتین: Dağ Cəyir) یک منطقه مسکونی در جمهوری آذربایجان است که در شهرستان شمکور واقع شده است. داغ جئیر ۱۰۴۲ نفر جمعیت دارد.